# De zwarte roos
De zwarte roos is het 36ste stripverhaal uit de reeks van De Rode Ridder. Het is geschreven door Willy Vandersteen en getekend door Eduard De Rop. De eerste albumuitgave was in 1968.

## Het verhaal
Tijdens een steekspel op Camelot blinkt de ridder Gawain uit in het spel maar ook in onridderlijk gedrag. Hierdoor mist hij de kans om het hart van Elaine te veroveren.Hij gaat te raden bij Moïra, de heks en deze vertelt hem over de vloek van de zwarte roos die over Elaine rust.
Hij gaat deze zoeken maar wordt onderweg gehinderd door Johan die, in opdracht van de koning, een verkenningsopdracht uitvoert om te zien of de Hunnen zich aan de overeengekomen afspraken houden. Zij worden echter beide gevangengenomen en moeten, geketend aan elkaar, meewerken aan de voltooiing van de vestingstad van waaruit de Hunnen het ganse land willen plunderen. Zij kunnen ontsnappen maar Gawain heeft enkel oog voor zijn persoonlijke doelstellingen. Als het hem uiteindelijk lukt de ketens van zich af te werpen, komt hij in een uitgemoord dorp waardoor zijn ogen open gaan en hij samen met Johan de Hunnen kan verdrijven.
Terug in Camelot kan hij dan toch zijn ultieme droom verwezenlijken en Elaine voor zich winnen.